# Полярная Звезда (шхуна, 1844)
«Полярная Звезда» — парусная шхуна Беломорской флотилии Российской империи.

## Описание судна
Длина шхуны по сведениям из различных источников составляла от 23,39 до 23,4 метра, ширина от 6,17 до 6,2 метра, а осадка от 2,49 до 2,5 метра. Вооружение судна состояло из 6-ти орудий.

## История службы
Шхуна «Полярная Звезда» была заложена на Соломбальской верфи в Архангельске 1 (13) сентября 1843 года и после спуска на воду 10 (22) мая 1844 года вошла в состав Беломорской флотилии России. Строительство вёл корабельный мастер Ф. Т. Загуляев.
C 1844 по 1858 выходила в плавания в Белое море и использовалась для доставки обеспечения на маяки. В 1844 году ходила от Архангельска до Соловецких островов с генерал-адмиралом великим князем Константином Николаевичем на борту. В период с 1849 по 1856 год помимо плаваний в Белим море также периодически несла брандвахтенную службу на соломбальском рейде. 
В кампанию 1851 года командир шхуны лейтенант К. Г. Левин был награждён орденом Святой Анны III степени.
По окончании службы в 1859 году шхуна была разобрана в Архангельске.

## Командиры шхуны
Командирами парусной шхуны «Полярная Звезда» в составе Российского императорского флота в разное время служили:
- лейтенант А. М. Большев (1844 год)[10];
- лейтенант, а с 26 ноября (8 декабря) 1847 года капитан-лейтенант Д. Ф. Сверчков (1845—1848 годы)[7];
- лейтенант К. Г. Левин (1849—1856 годы)[11];
- капитан-лейтенант Н. А. Шульгин (1857 год)[12].